# 下田海中水族館
下田海中水族館（しもだかいちゅうすいぞくかん）は、静岡県下田市にある水族館。藤田観光の完全子会社である下田アクアサービスが経営している。
来館者がイルカと、給餌、触れ合い、ともに泳ぐ「ふれあいの海」がある。

## 概要
天然の入り江を利用して海上に浮かぶ浮遊円形水族館で、イルカショー、アシカショー、伊豆の海を模した大水槽内で行われる給餌ショーなどを催す。敷地面積7,856平方メートル、建物1,7294平方メートル。海上に浮かぶアクアドームペリー号は総排水量1,300トンの船舶である。館内の“ふれあいの海”は、イルカと一緒に泳ぐ、遊ぶなどの体験ができる施設である。深海生物の展示も多い。
1976年3月10日に博物館法上の博物館に指定された。

## 作品場面
1968年に円谷プロダクションが制作した『ウルトラセブン』第42話「ノンマルトの使者」（TBS系列）で海底センターのシーホース海底基地として、1996年放送の『ウルトラマンティガ』第12話「深海からのSOS」（MBS・TBS系列）で、それぞれ撮影された。尚、現在のアクアドームベリー号は1993年建造であり、ウルトラセブンは初代ベリー号内部で撮影されている。また、2012年に下田を舞台にしたテレビアニメ『夏色キセキ』（MBS・TBSほか）の舞台背景に登場する。

## 「ふれあいの海」
イルカと触れ合う天然の入り江である。
- おもなふれあい方 2012年2月現在
  - ドルフィンフィーディング - 直接エサをあげたり、握手やジャンプなどの合図を出すことができる。
  - ドルフィンビーチ - 波打ち際のビーチ、ふれあいの海に入ってイルカたちとふれあうことができる。
  - うきうきドルフィン - 足のとどかない所でウエットスーツ・マリンブーツ・ライフジャケットを着用しイルカとふれあえる。
  - ドルフィンスノーケル - 水中マスクとスノーケルにフィンをつけてイルカたちと一緒に泳ぐことができる。

## 飼育している動物
- 哺乳類
  - ハンドウイルカ - メスの「ナナ」は1974年11月より飼育され、2017年10月4日に飼育期間1万5666日を達成して国内の飼育最長記録となった。これにより下田市から特別市民賞と特別住民票を贈られた[5]。その後、同年10月31日に死亡した[6]。
  - カマイルカ
  - カリフォルニアアシカ
  - ゴマフアザラシ
- 鳥類
  - フンボルトペンギン - 当館で繁殖に成功している。
  - キングペンギン - 時折、園内を散歩している姿が見られる。
飼育動物ではないが、当館の周辺はサギの集団営巣地として知られる。
- 爬虫類
  - アカウミガメ - 下田周辺の砂浜に、毎年産卵のためにやって来る。下田海中水族館では、産卵場所の調査や保護に取り組んでいる。
  - アオウミガメ
- 魚類
  - イズハナトラザメ
  - ドチザメ
  - エイラクブカ
  - ネコザメ
  - マンボウ
  - アカグツ
  - ウツボ
  - ドクターフィッシュ
- 甲殻類
  - タカアシガニ
- 刺胞動物
- 軟体動物

## かつて飼育していた動物
- オキゴンドウ

1970年伊東市沖で漁によって捕獲され、12月15日から飼育されていた雌のオキゴンドウ「ジャンボ」は2006年12月19日に推定40歳で死亡したが、36年間の飼育は本種の世界最長記録となった[1][2][3]。ジャンボは2003年には下田市の特別市民賞を受賞していた。
- ハナゴンドウ

## 交通アクセス
- 伊豆急下田駅より南伊豆東海バス下田海中水族館行き終点下車｡下田駅から7分。
- 伊豆急下田駅から、了仙寺前を通り、下田港沿いを徒歩で約20分。
- 伊豆急下田駅より南伊豆東海バス石廊崎・下賀茂方面行きで「鍋田口」下車。停留所から鍋田浜・遊歩道を経由し、徒歩約15分ほど｡

## 位置情報
- 北緯34度39分57.95秒 東経138度56分45.40秒 / 北緯34.6660972度 東経138.9459444度
- 神子元島［北東］ - 地理院地図
- 下田海中水族館 - Google マップ